# Grottes de Toirano
Les grottes de Toirano sont situées à quelques kilomètres du village de Toirano, dans l'arrière-pays de Borghetto Santo Spirito, dans la province de Savone, région Ligurie, en Italie. Il s'agit d'un ensemble de cavités étagées entre les altitudes de 183 et 247 m, dont deux, la « grotte de Bàsura » (grotta della Bàsura) et la « grotte de Sainte Lucie Inférieure » (grotta di Santa Lucia Inferiore), sont ouvertes au public.
Les grottes de Toirano sont connues pour la richesse de leurs spéléothèmes, et secondairement pour l'intérêt archéologique de la grotte de Bàsura. Cette grotte conserve en effet de nombreux ossements d'ours des cavernes, qui l'ont occupée de 50 000 à 24 000 ans avant le présent (AP), ainsi que des traces d'incursions des hommes préhistoriques durant le Paléolithique supérieur.

## Le complexe touristique des grottes de Toirano
L'exploitation des grottes touristiques de Toirano a commencé en 1953, soit quelques années après la découverte de la grotte de Bàsura en mai 1950 par un groupe de jeunes de Toirano. Pendant dix ans, l'itinéraire touristique s'est limité à la grotte de Bàsura. Mais en 1960, la découverte de prolongements dans la grotte de Sainte Lucie Inférieure a permis d'envisager une liaison entre les deux grottes grâce au creusement d'une galerie artificielle. Le tunnel ouvert en 1967 a permis de proposer un nouvel itinéraire à sens unique d'environ 1 300 mètres. Désormais, on entre par la grotte de Bàsura et on sort par la grotte de Sainte Lucie Inférieure.
Le long de ce nouveau parcours, on peut suivre les traces d'exploration de la grotte de Bàsura par les hommes préhistoriques qui ont laissé leurs empreintes de pas dans l'argile, il y a de cela environ 14 000 ans. Ces hommes ont traversé la « salle du Lac » (Sala del Laghetto), le « cimetière des ours » (Cimitero degli Orsi), pour gagner ensuite la « salle des Mystères » (Sala dei Misteri) dans laquelle on trouve une grande concentration de traces humaines, notamment des empreintes de pas, des traces de doigts et des boulettes d'argile collées aux parois.
À partir de 1960, les visiteurs ont pu découvrir la partie nommée Antro di Cibele et ses exceptionnelles concrétions formées dans un ancien lac. Plus loin, un tunnel relie la grotte de Bàsura à la grotte de Sainte Lucie Inférieure dans laquelle on peut admirer de belles concrétions d'aragonite avant d'atteindre la « salle du Panthéon » (Sala del Pantheon) où se dresse une colonne de huit mètres de hauteur. Enfin, on débouche dans la grotte de Sainte Lucie Inférieure également nommée Tanone, littéralement la grande tanière, laquelle a servi de refuge aux familles de Toirano pendant les bombardements de la Seconde Guerre mondiale.
Aujourd'hui, la galerie du « Tanone » est le siège d'ateliers éducatifs d'archéologie expérimentale dirigés par l'association VaratellaLab ; quelques concerts ont lieu l'été dans ce conduit sans concrétionnement.
En outre, depuis juin 2013, cette partie anciennement connue de la « grotte de Sainte Lucie Inférieure » (grotta di Santa Lucia Inferiore) est utilisée comme cave de vieillissement pour les vins mousseux.

## La grotte de Bàsura
La grotte de Bàsura est connue pour les traces et vestiges humains et animaux qu'elle contient. En effet, elle possède un important gisement d'ours des cavernes et de nombreuses traces laissées par les hommes préhistoriques. La « salle Atriale » (Sala Atriale) est connue depuis la fin du XIXe siècle et a été fouillée en 1889 par Don Niccolò Morelli.
Autrefois, la grotte de Bàsura se terminait par un bouchon de calcite ouvert en 1950 par des jeunes de Toirano qui en ont entrepris la désobstruction. La découverte qui a suivi ces travaux d'agrandissement a été signalée au Ministère du Patrimoine culturel, lequel a envoyé l'archéologue Ginetta Chiappella pour une inspection des parties nouvellement mises au jour. Dès sa première visite, l'archéologue Chiappella remarque de nombreux ossements d'ours des cavernes, mais également des traces noires sur les parois, ainsi que des charbons de bois au sol. La présence de ces traces humaines l'a fortement intriguée et elle revient quelques jours plus tard pour y rechercher des signes plus évidents de présence humaine. Elle s'attache d'abord à suivre les traces de torches laissées sur les parois jusqu'à ce qu'elle découvre des empreintes de pas humains sur le sol. En outre, dans une salle située tout au fond de la grotte, la « salle des Mystères » (Sala dei Misteri), elle relève une concentration de preuves indubitables de la présence humaine dans la grotte : empreintes de pas au sol, traces de charbons de bois, ainsi que de nombreux tracés digitaux, ainsi que quelques boulettes d'argile collées aux parois.
De 1950 à 1960, la grotte fut l'objet de nombreuses études scientifiques : G. Chiappella fouilla le « cimetière des ours » (Cimitero degli Orsi). L'étude des boulettes d'argile fut confiée à Alberto Carlo Blanc (it) et celle des empreintes humaines à Léon Pales du Musée de l'Homme de Paris. La coexistence de traces laissées par l'homme préhistorique et d'ossements d'ours des cavernes, avec la présence de niveaux moustériens découverts dans la « grotte de la Colombe » (Grotta del Colombo) située un peu plus haut dans le massif, ont incité les premiers chercheurs à attribuer les empreintes humaines à l'Homme de Néandertal, par référence à l'industrie moustérienne découverte à l'entrée de la grotte de Bàsura.
Cette hypothèse eut cours jusqu'en 1972, date à laquelle il a été possible de dater des charbons de bois à 12 000 ans AP, un âge totalement incompatible avec la présence de l'Homme de Néandertal en Ligurie. Cette datation, qui sera affinée en 2018 à environ 14 000 ans AP, a permis de définitivement attribuer l'incursion préhistorique à Homo sapiens durant le Paléolithique supérieur. À partir des années 1980, la recherche scientifique dans la grotte de Bàsura n'a pas cessé de décliner jusqu'à disparaître totalement au début des années 2000.
À partir de 2014, les recherches reprennent et un examen complet des traces humaines et animales est effectué par des équipes de chercheurs issues des grottes de Toirano, des universités de Gênes et de Pise ainsi que du Musée archéologique de Finale à Finalborgo. Les recherches sont supervisées par la Surintendance de l'archéologie, des beaux-arts et du paysage de la ville métropolitaine de Gênes et des provinces d'Imperia, de La Spezia et de Savone.
Ces recherches pluridisciplinaires permettent de nouvelles datations au radiocarbone sur les ossements d'ours. Les premiers résultats d'analyses géologique et paléobotanique indiquent un gisement du Pléistocène. Par ailleurs, une nouvelle étude sur les empreintes de pas humains contribue à la réhabilitation du site, mis à mal par des interprétations hardies. Tous ces résultats permettent de préciser l'évolution paléoenvironnementale du site et les différentes phases de sa fréquentation.

## Les autres grottes de Toirano
Le val Varatella, dont le débouché est la ville de Toirano, comporte d'autres cavités comme la « grotte de la Colombe » (Grotta del Colombo) et le « sanctuaire de Sainte Lucie » (grotta santuario di Santa Lucia Superiore), toutes deux situées au-dessus de la grotte de Bàsura. Ces grottes situées en rive gauche du val Varatella s'ouvrent dans et les calcaires dolomitiques du Trias et appartiennent à la formation dolomitique de S. Pietro dei Monti qui a été affectée par des remarquables phénomènes karstiques tout au long de la période mio-pliocène.
Parmi les grottes les plus importantes du val Varatella, à l'exception de des deux grottes touristiques de Bàsura et de Sainte Lucie Inférieure, on peut citer la « grotte de la Colombe » (grotta del Colombo), fermée au public pour des raisons scientifiques, et la « grotte-sanctuaire de Sainte Lucie » (Grotta santuario di Santa Lucia Superiore). Ces deux cavités ont fait l'objet de nombreuses fouilles archéologiques attestant d'une occupation depuis le Paléolithique inférieur jusqu'au Néolithique. La mise au jour d'industries du Paléolithique moyen et la découverte de deux fragments d'os dans la grotte du sanctuaire de Sainte Lucie (dite Supérieure), attribuables à l'Homme de Néandertal, confirment l'intérêt archéologique du site de Toirano. Dans ces deux grottes, les associations fauniques du Pléistocène sont dominées par l’ours des cavernes. À côté de cet animal emblématique, quelques restes plus sporadiques de bouquetin, chevreuil, loup, renard et lynx ont été exhumés.

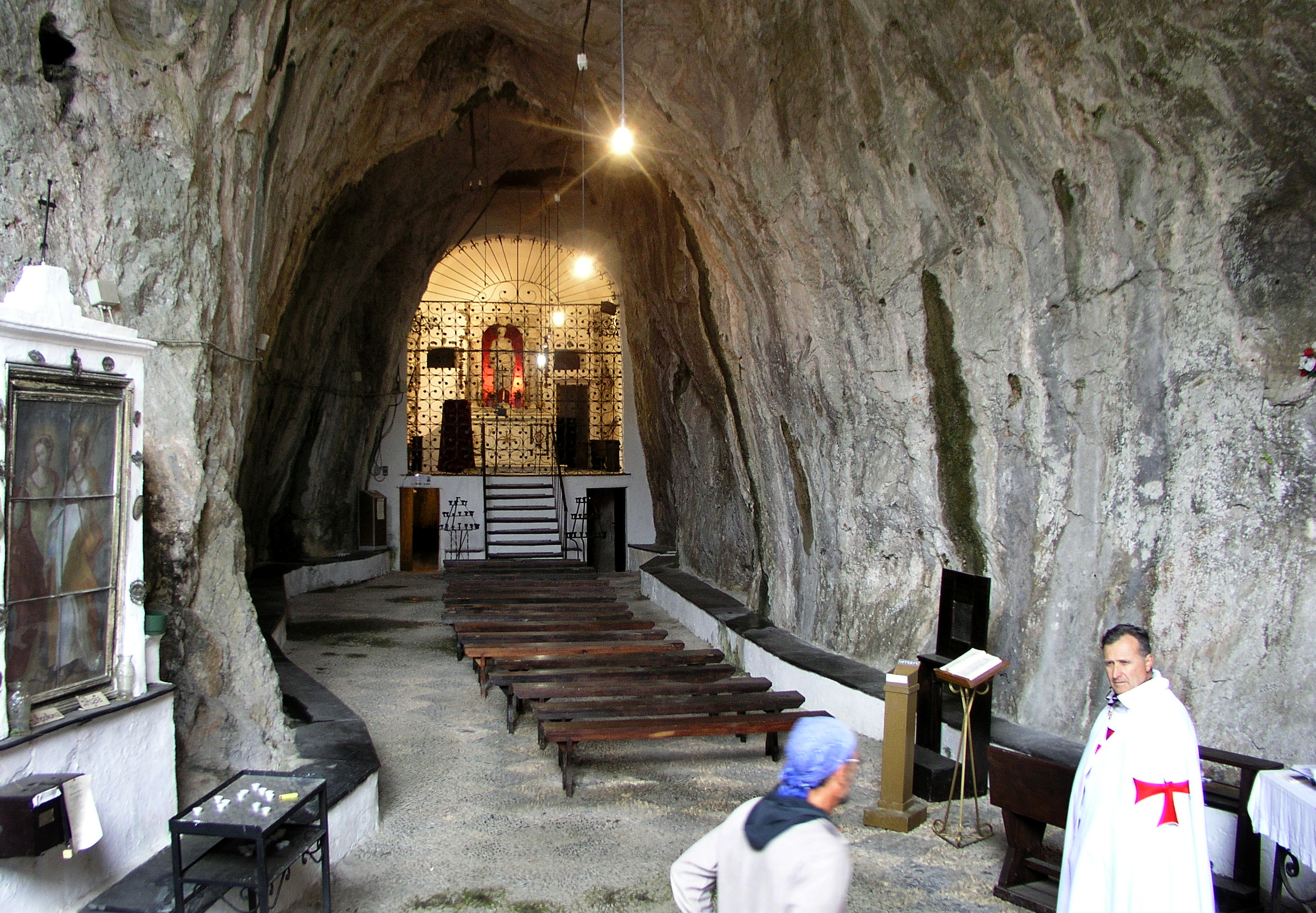
La grotte-sanctuaire de Sainte Lucie

## Un culte ancien
À l'entrée de la grotte de Sainte Lucie Supérieure, un sanctuaire dédié à la sainte de Syracuse a été construit entre les XVe et XVIe siècles. Il est cependant possible de le visiter pendant les mois d'été. L'ancienneté du sanctuaire est attestée par les nombreux graffitis et signatures des visiteurs et pèlerins dont les plus anciens datent du XVIe siècle. La grotte-sanctuaire de Sainte Lucie est tenue par un membre des « Templiers catholiques d'Italie » (Templari Cattolici d'Italia).

## Un site protégé
Les grottes font partie intégrante d'une zone de conservation appelée Monte Ravinet - Rocca Barbena.

## Illustrations

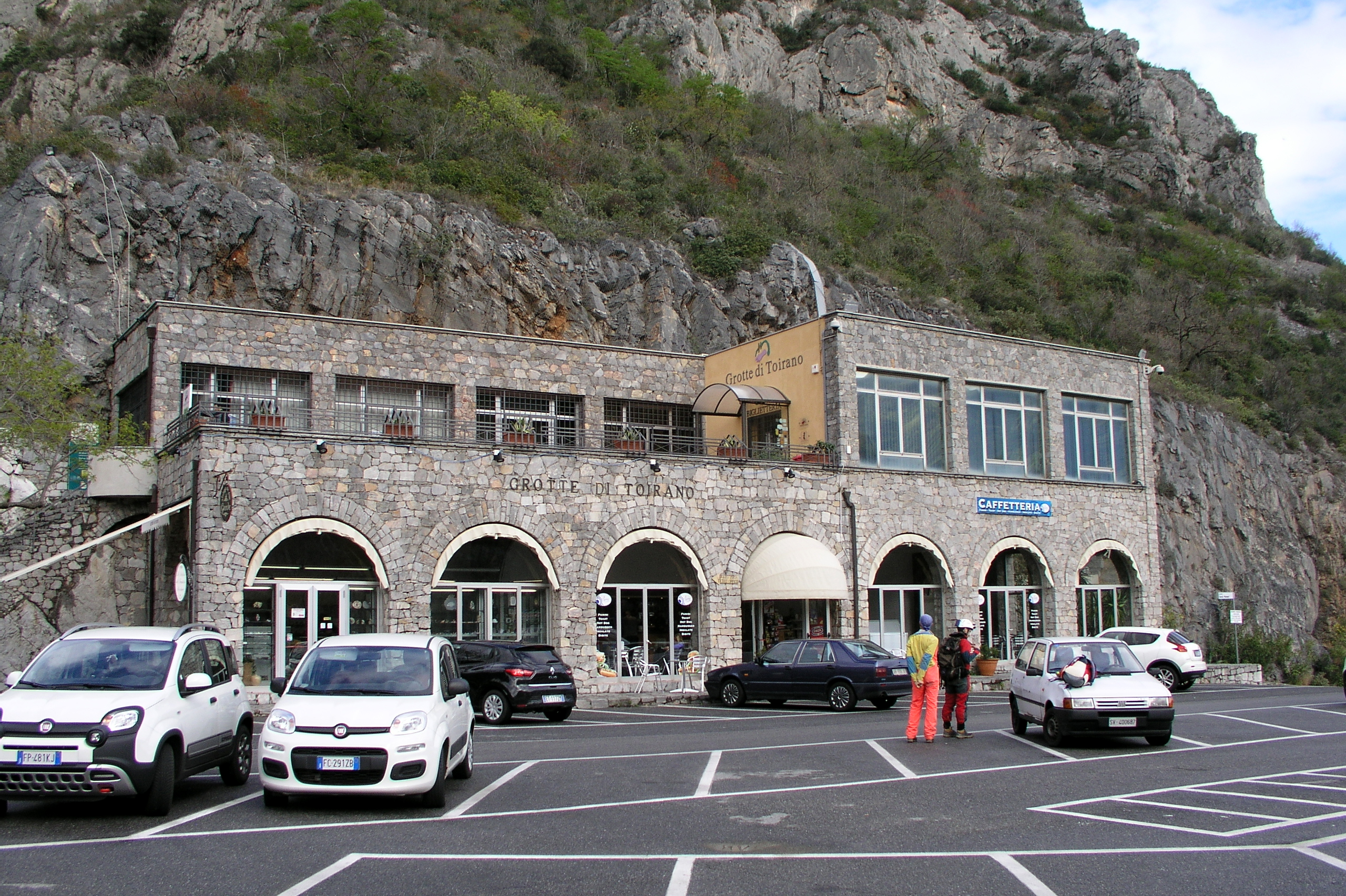
Le bâtiment d'accueil des grottes de Toirano.
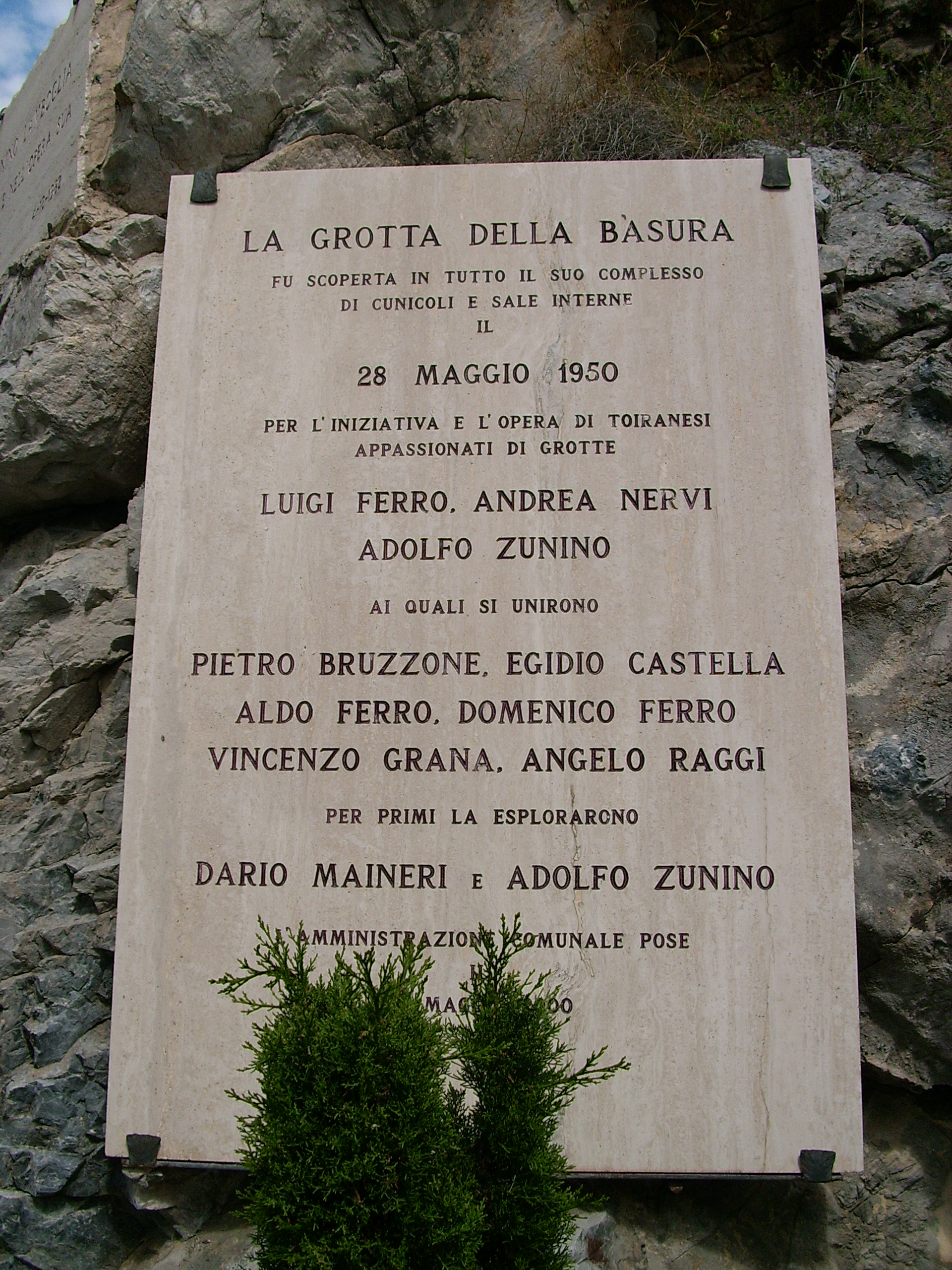
Plaque rappelant la découverte de la grotte de Bàsura.
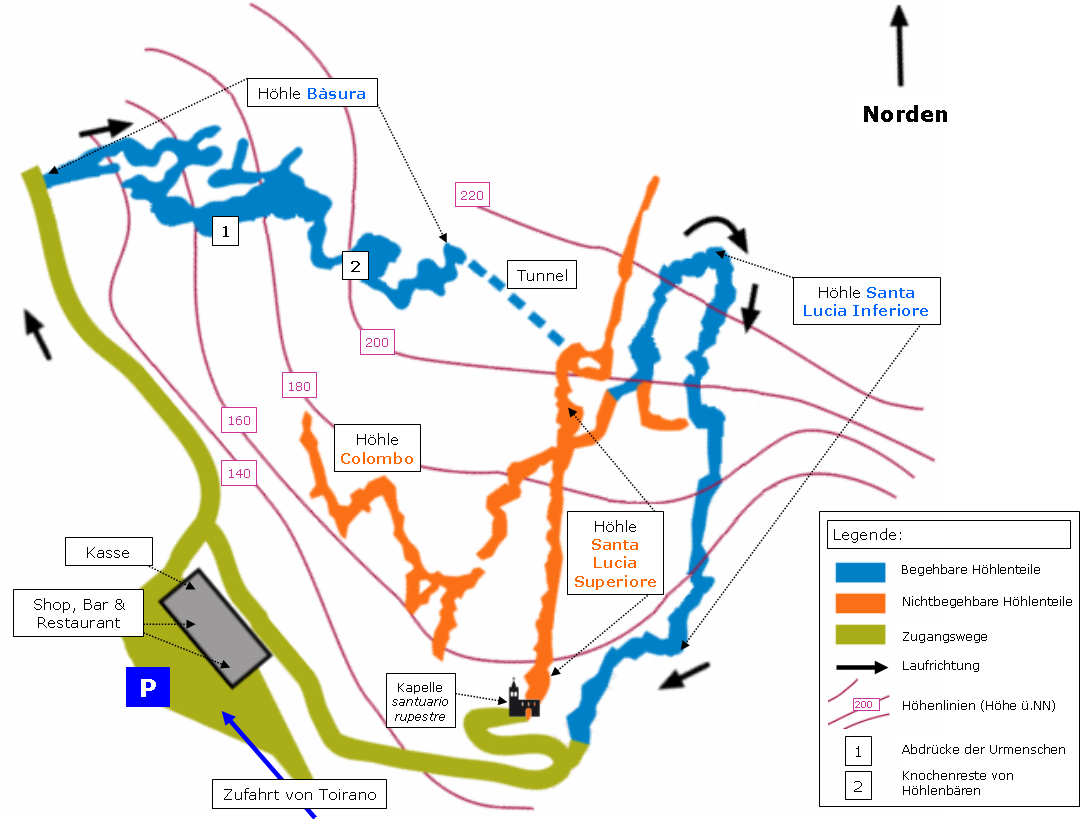
Plan général des grottes de Toirano.
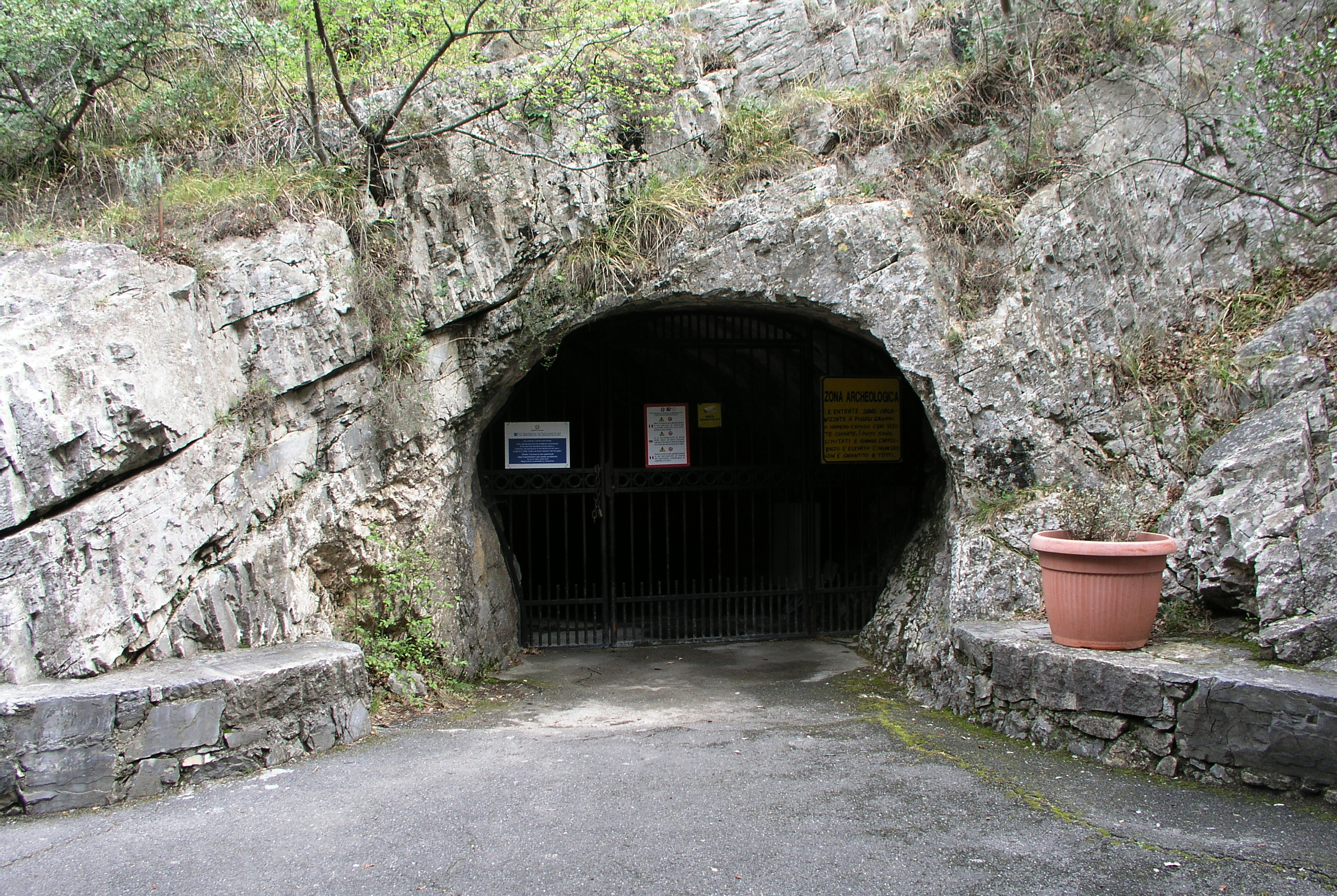
Entrée de la grotte de Bàsura.
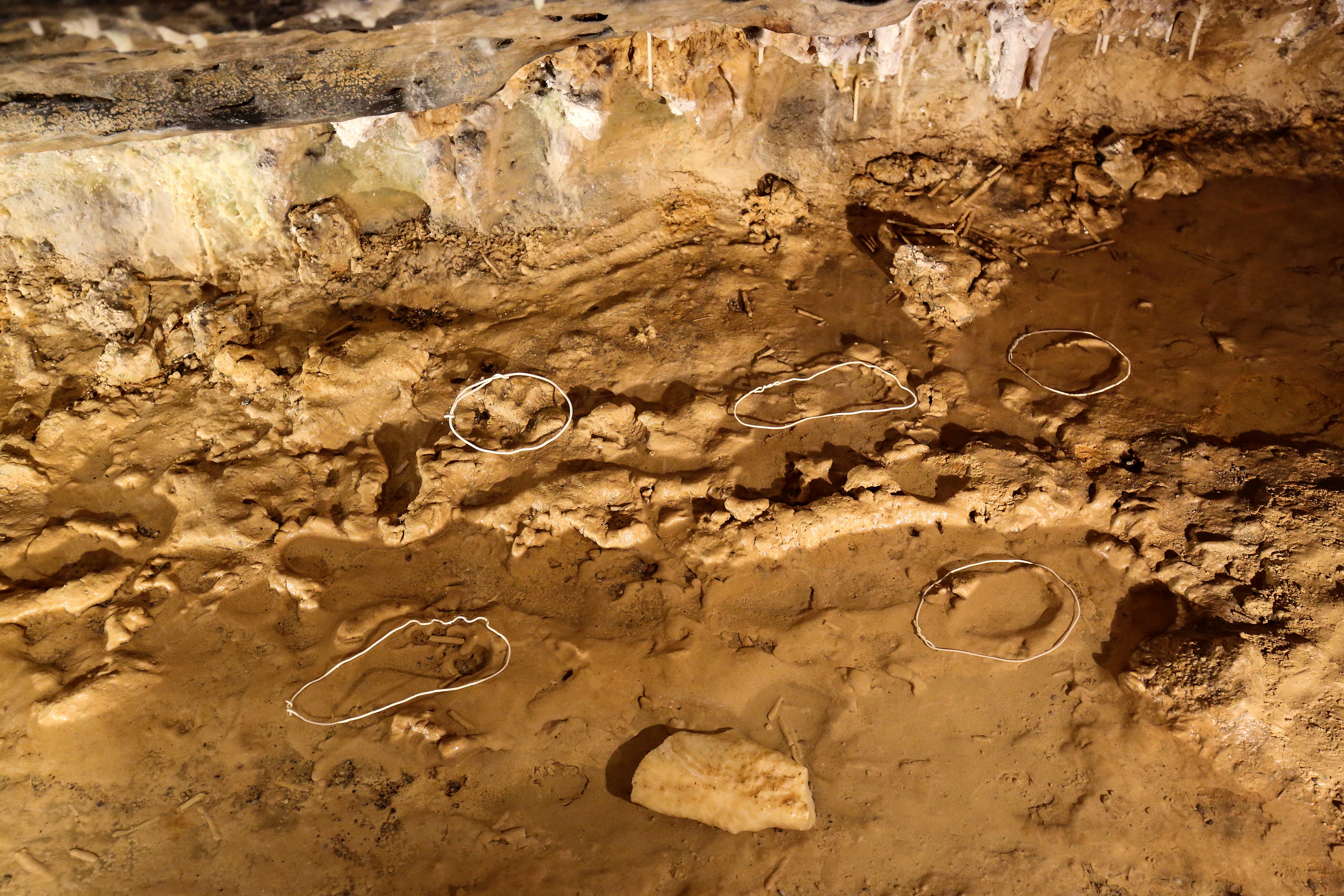
Empreintes humaines sur le sol argileux de la grotte de Bàsura.
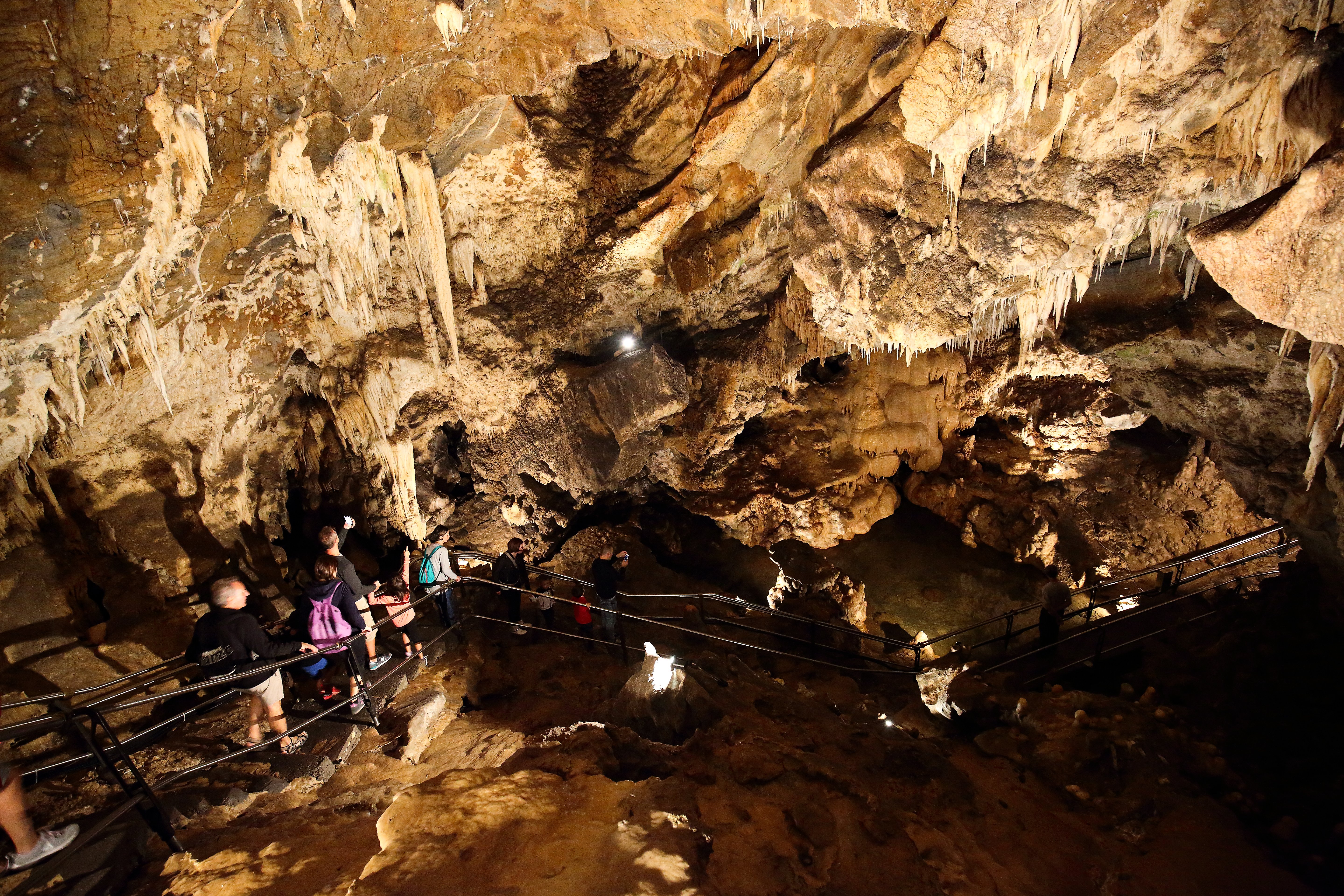
La salle du Lac dans la grotte de Bàsura.
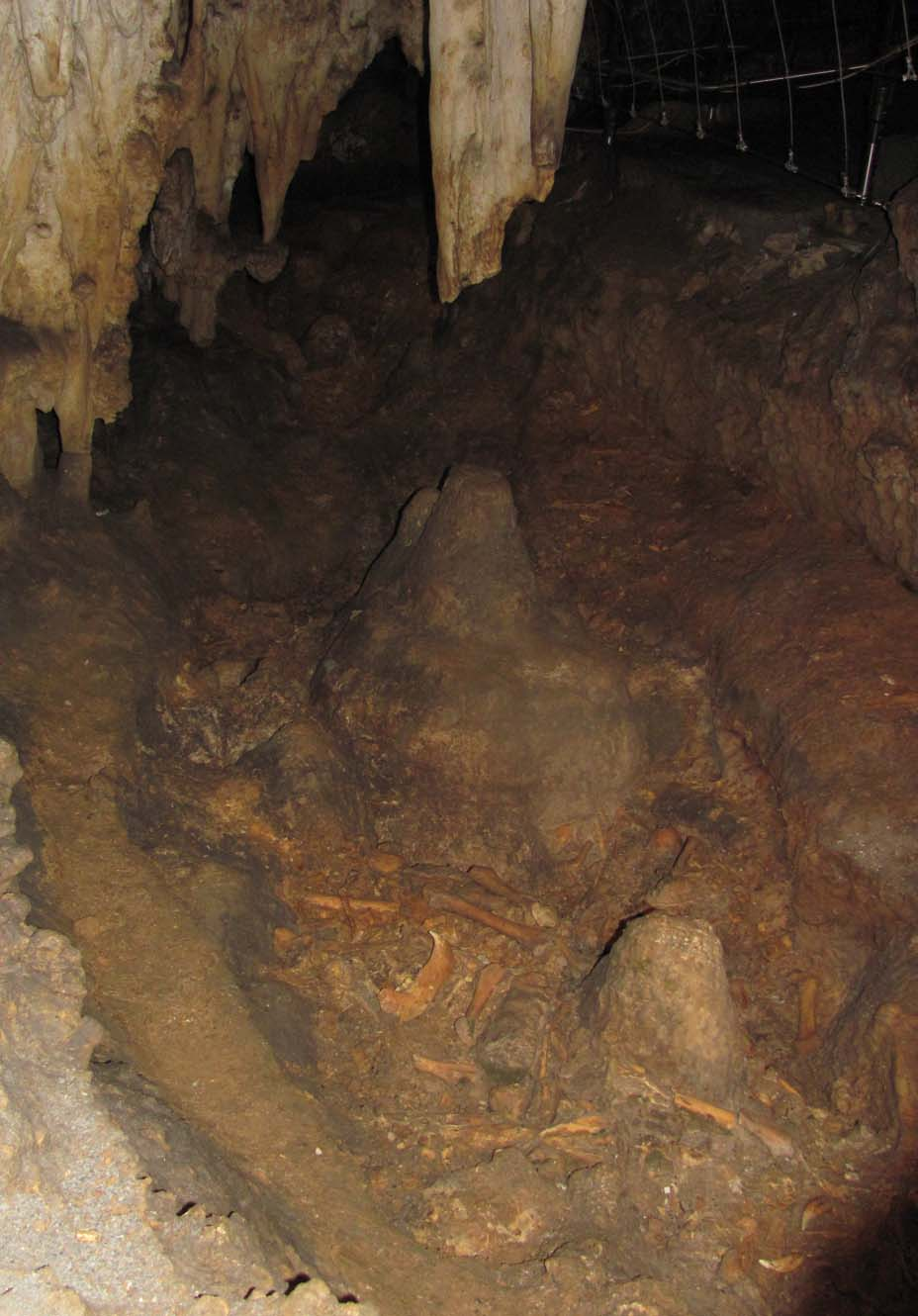
Le Cimetière des ours contient des ossements datés entre 50 000 et 24 000 ans.
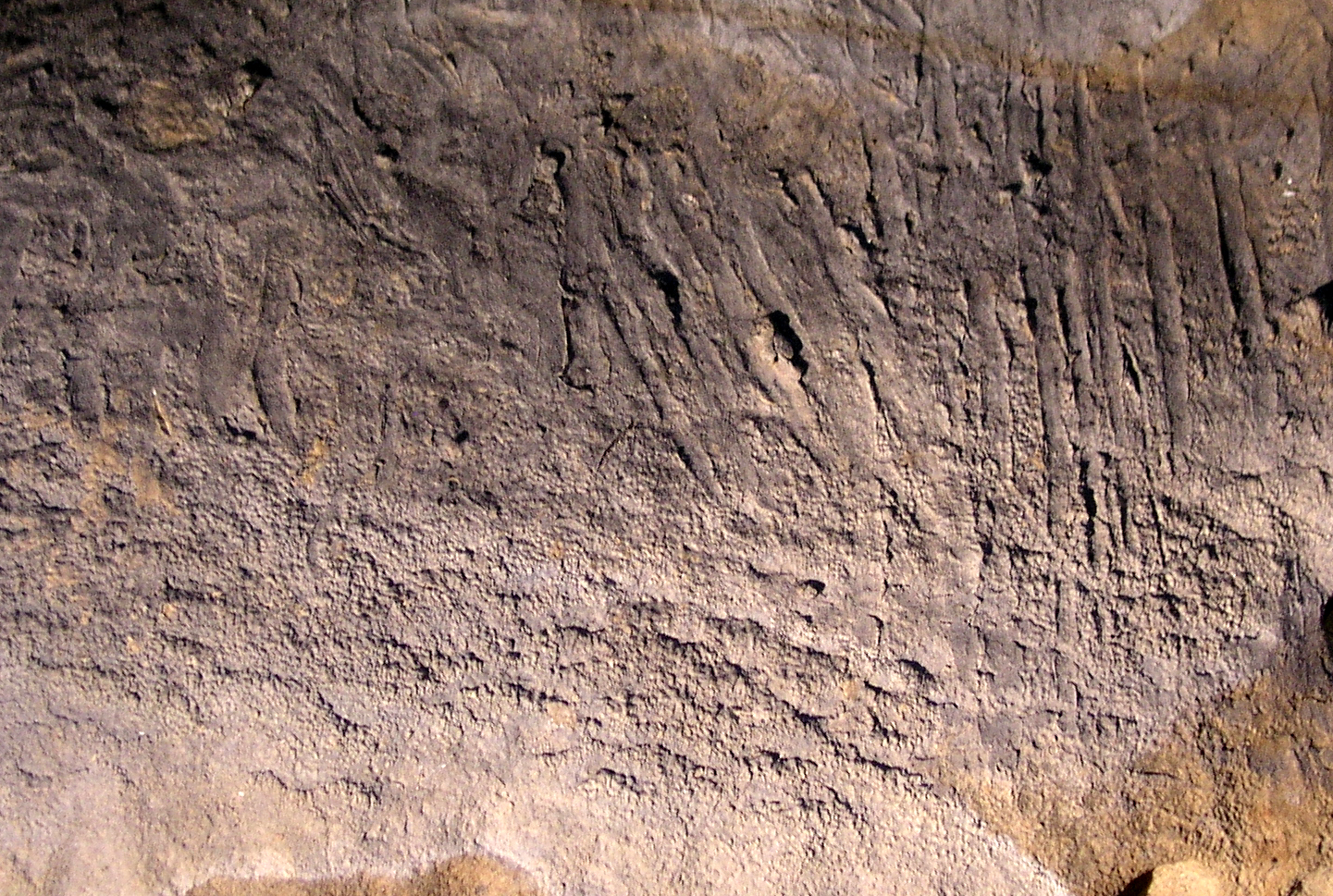
Tracés digitaux de la salle des Mystères dans la grotte de Bàsura.
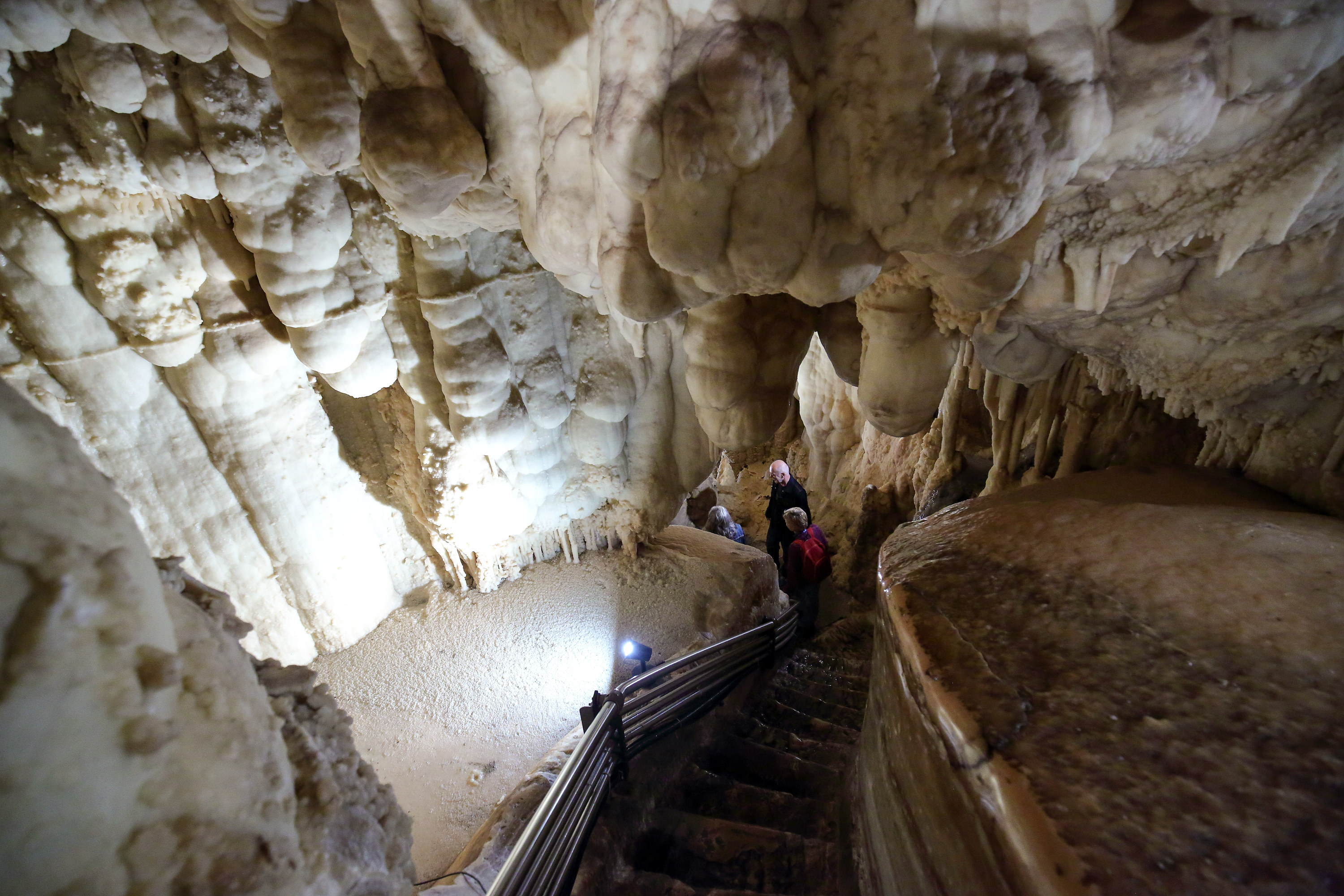
Concrétions en forme de mamelles dans l'Antro de Cybele dans la grotte de Bàsura.
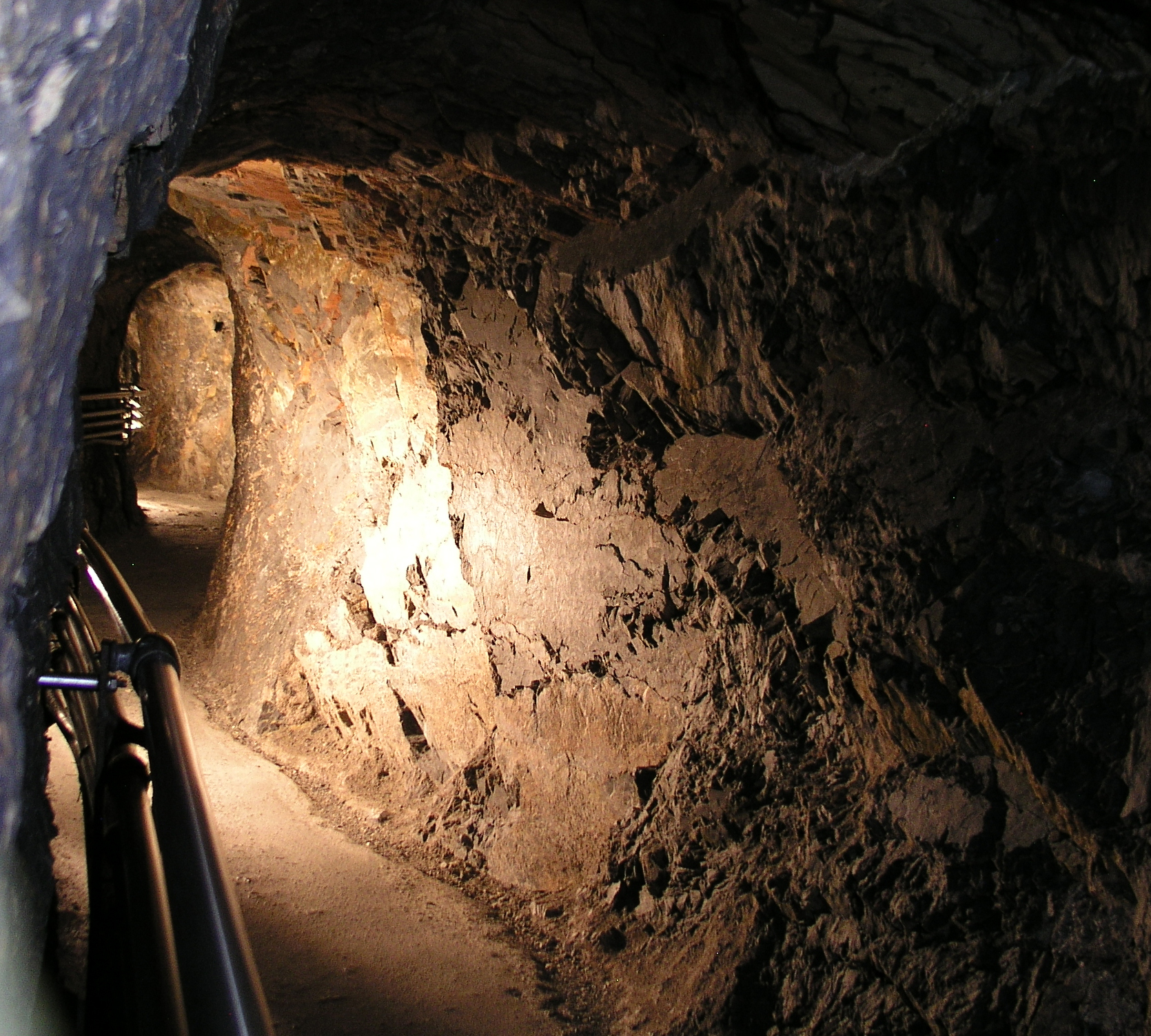
Le tunnel ouvert en 1967 qui a permis de relier les deux grottes.
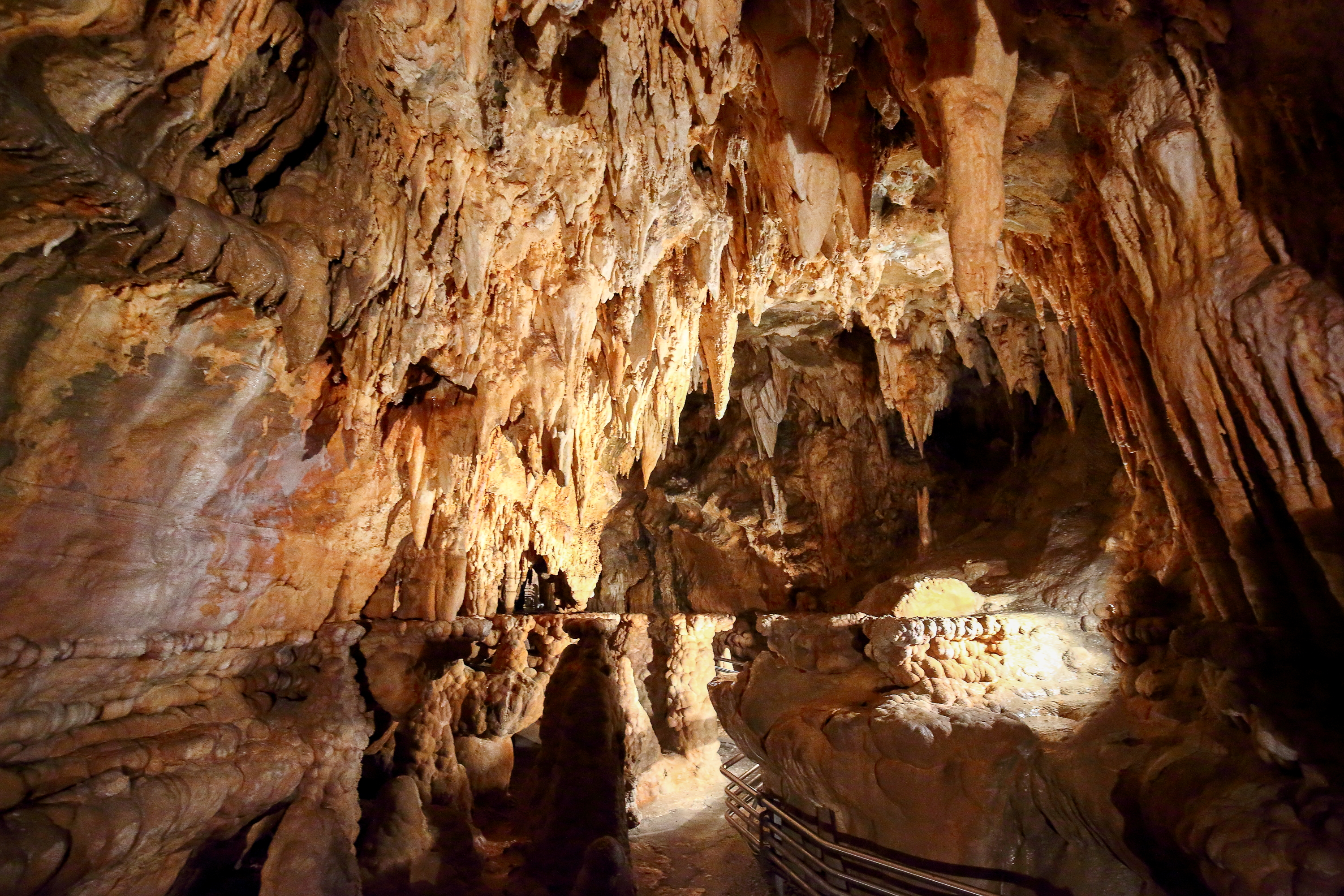
Concrétions de gours (lacs) dans la grotte de Sainte Lucie Inférieure.
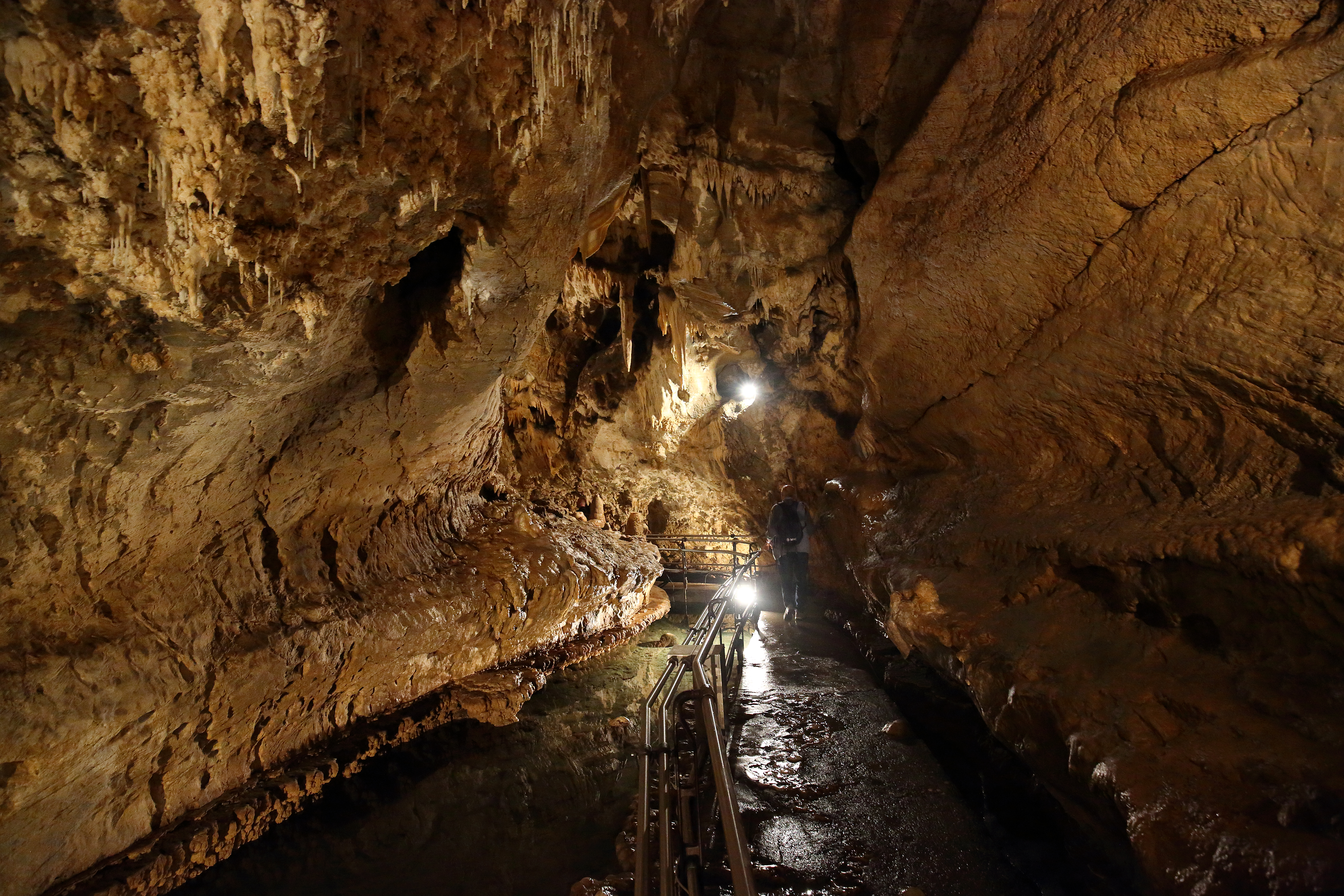
Galerie de la grotte de Sainte Lucie Inférieure.
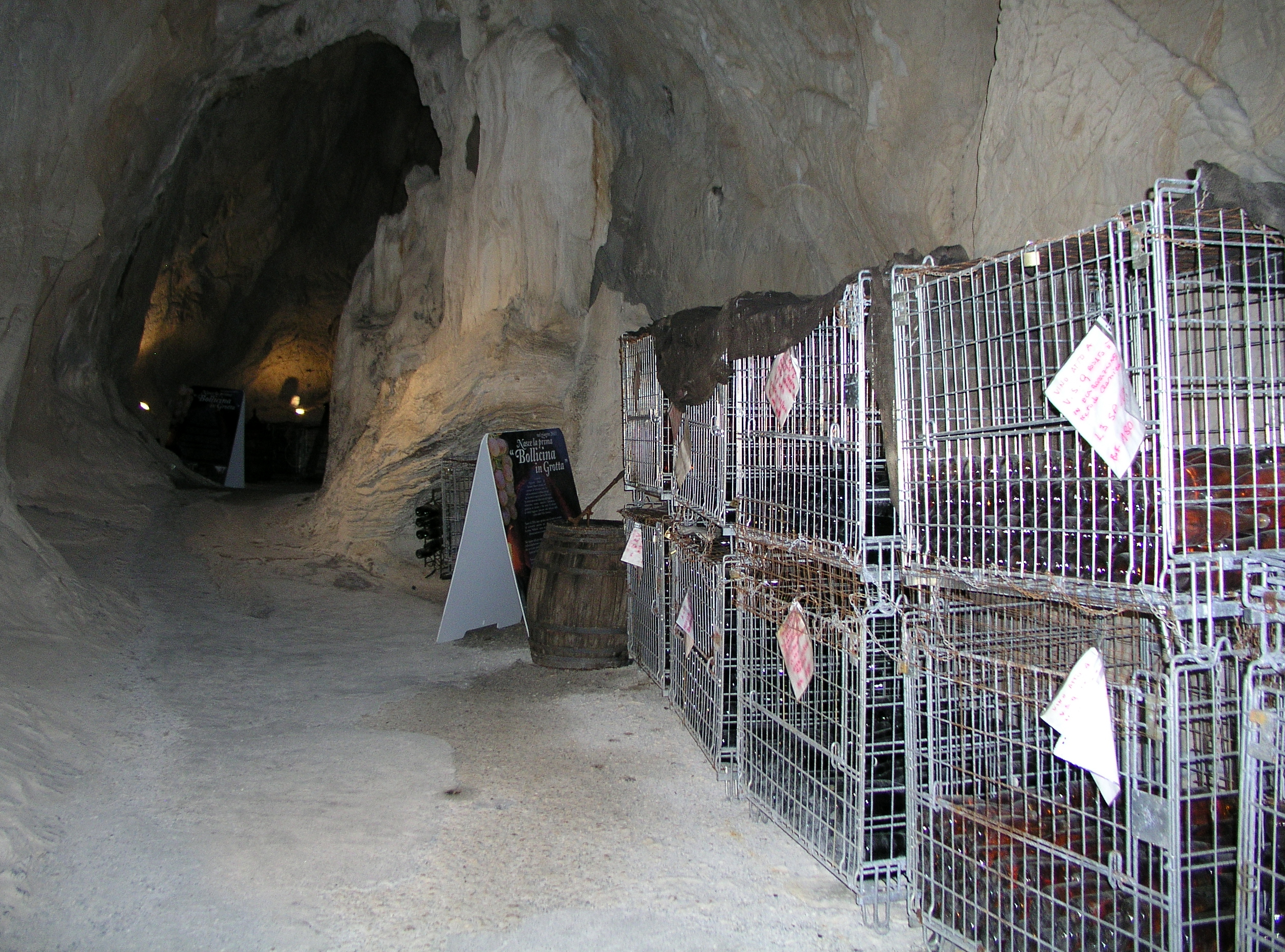
Bouteilles de vin mousseux entreposées dans la galerie du Tanone.
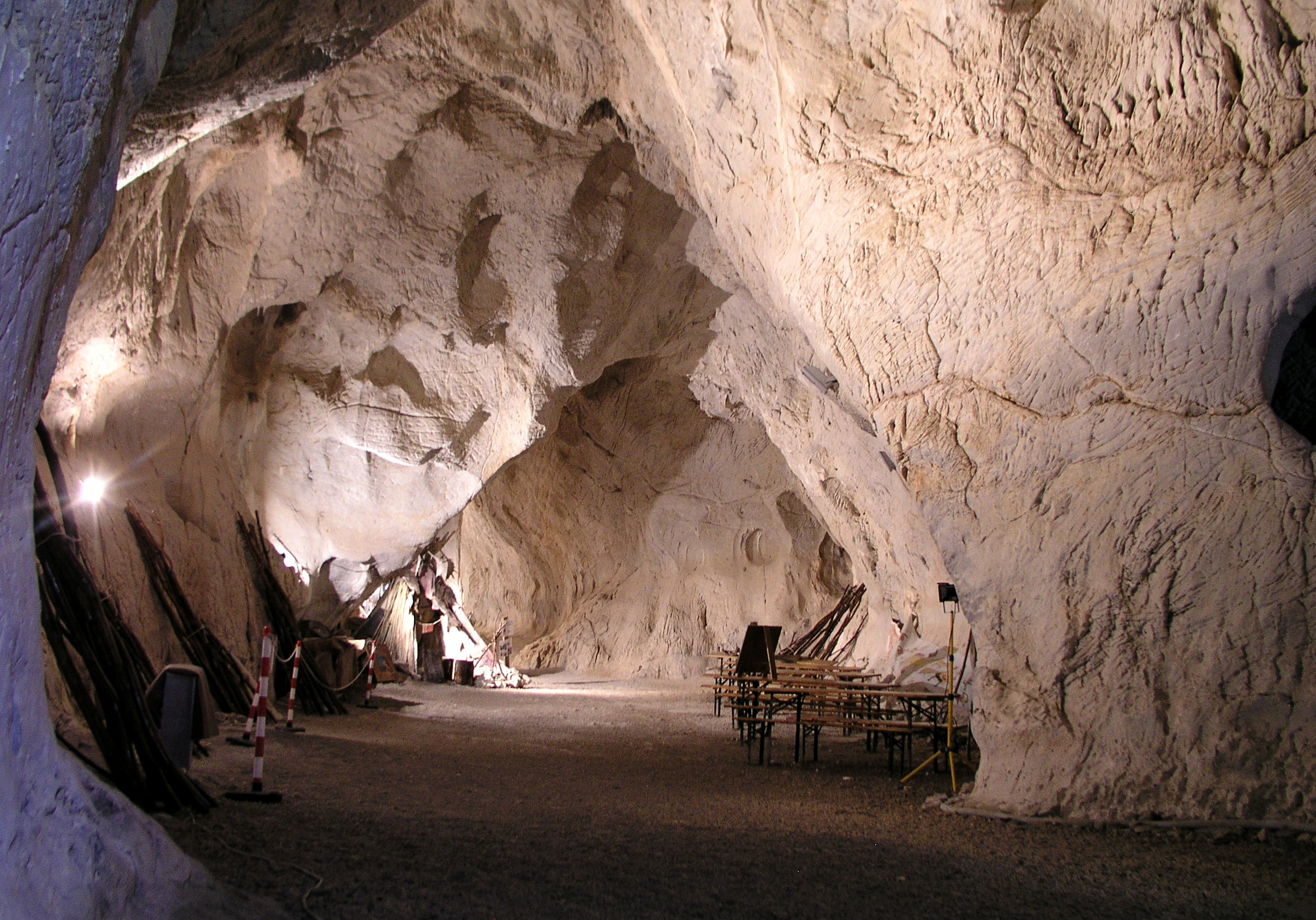
Galerie du Tanone où sont installés des ateliers pédagogiques.
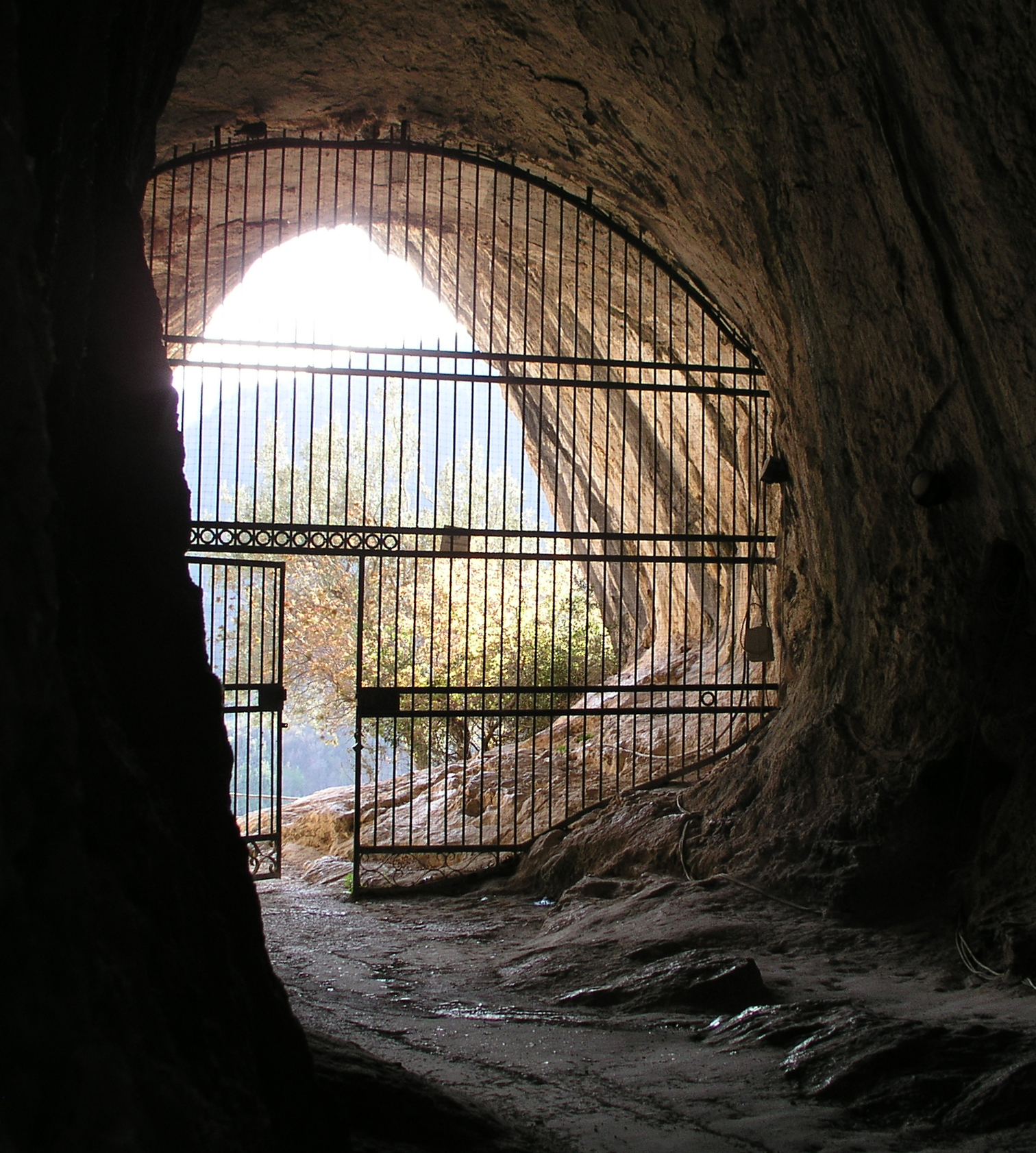
Sortie de la grotte de Sainte Lucie Inférieure.